# Étang du Moulinet

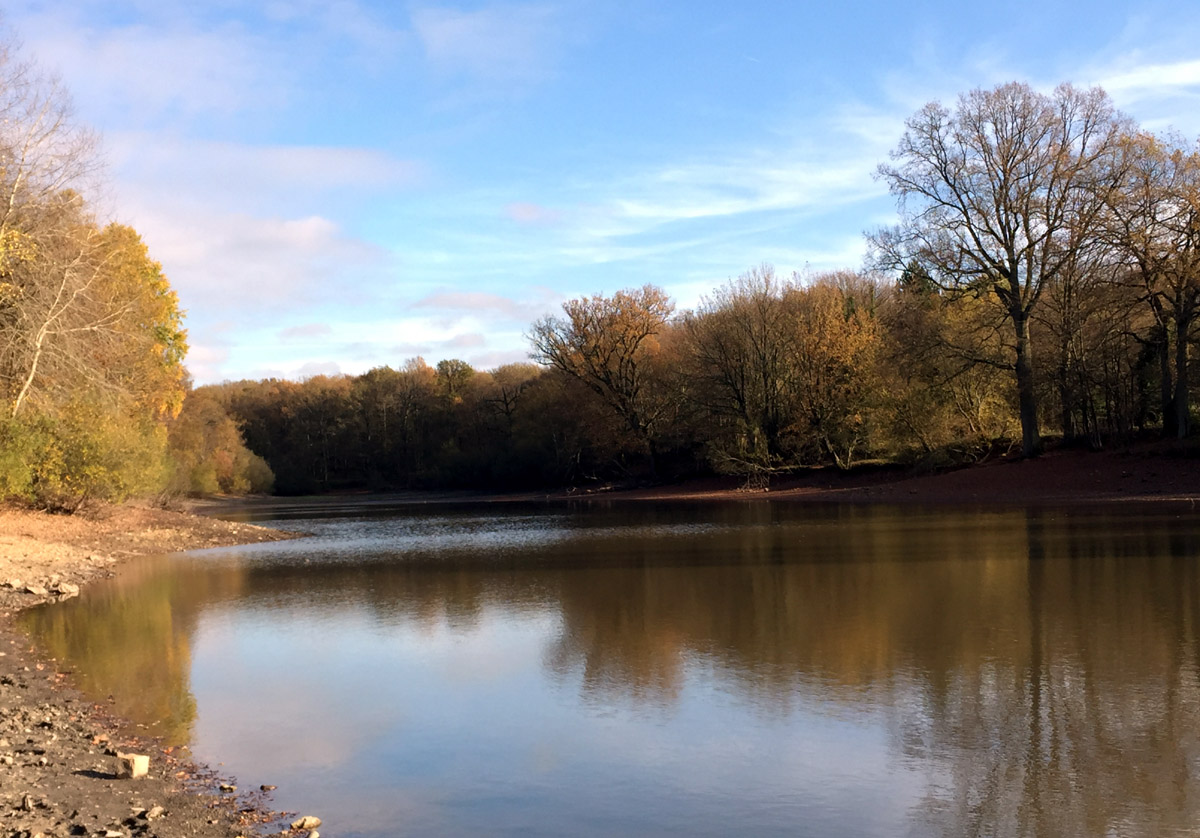
Etang du Moulinet (vidange) - Yvelines

L’étang du Moulinet est  situé sur la commune de Rambouillet dans le département des Yvelines. Il fait partie de la Forêt domaniale de Rambouillet.  L'étang et les parcelles forestières qui le bordent sont gérés par l'Office National des Forêts.

## Géographie
Situé à 160 mètres d’altitude, l’étang couvre une surface de 3 hectares. En amont, il est relié à l’étang de la Grenouillère attenant. Les étangs de la Grenouillère et du Moulinet font office de réservoir  pour les bassins du Château de Rambouillet. Pour cela l’étang du Moulinet est relié en aval (du côté de sa digue qui longe la route nationale 10, à l’ouest) au ru du Moulinet, qui serpente sur deux kilomètres jusqu’au château. L’ensemble hydrologique se prolonge par la rivière de la Guéville qui se jette dans la Drouette, un affluent de l’Eure.

## Environnement
L’étang et ses berges sont labellisées Zone naturelle d'intérêt écologique, faunistique et floristique (ZNIEFF) de type 1. Il fait partie de la zone Natura 2000 « massif de Rambouillet et zones humides proches » au titre de la Directive oiseaux.
Les abords de l'étang, situés au fond d'un petit vallon, sont occupés par des alluvions récentes. En queue d'étang, l'engorgement constant des terrains occasionne la formation d'un petit marais tourbeux acide. La pauvreté de l’eau en éléments minéraux et son acidité permettent la création de grèves vaseuses à sablonneuses au cours de l'été et ainsi le développement d'une flore remarquable liée à cet habitat.
La Littorelle à une fleur (Littorella uniflora), espèce végétale très rare et protégée sur l'ensemble du territoire national, y est présente, car elle fréquente exclusivement les sols sablonneux et graveleux inondés durant de longues périodes. On rencontre aussi sur les berges, de façon beaucoup plus ponctuelle, la petite fougère Pilulaire naine (Pilularia minuta), et l'Élatine à six étamines (Elatine hexandra].
Le site héberge le Morio (Nymphalis antiopa), un papillon rare et protégé en l’Île-de-France, ainsi que le Géotrupe des Pyrénées, un coléoptère.
L’étang du Moulinet est un lieu de pêche, mais il n’est pas classé étang fédéral comme l’étang de la Grenouillère.